# Aha Shake Heartbreak
Aha Shake Heartbreak es el segundo álbum de la banda americana de rock Kings of Leon. El disco salió a la venta en noviembre de 2004 en el Reino Unido y en febrero de 2005 en los EE. UU.
Aunque la banda nunca tuvo mucho reconocimiento de público en general, el álbum fue reconocido por la crítica y por los fans de la banda.
El título del álbum proviene de un verso de la canción incluida en el disco Taper Jean Girl. Dos portadas fueron editadas para el disco: una con una orquídea sobre fondo blanco, y otra con el fondo negro y otra orquídea distinta.
La canción Taper Jean Girl fue usada en la película de 2007 Disturbia, también se usó en la película de 2008 Cloverfield.

## Lista de canciones
1. "Slow Night, So Long" – 3:54
2. "King of the Rodeo" – 2:25
3. "Taper Jean Girl" – 3:05
4. "Pistol of Fire" – 2:20
5. "Milk" – 4:00
6. "The Bucket" – 2:55
7. "Soft" – 2:59
8. "Razz" – 2:15
9. "Day Old Blues" – 3:32
10. "Four Kicks" – 2:09
11. "Velvet Snow" – 2:10
12. "Rememo" – 3:20
13. "Where Nobody Knows" (bonus track en la edición de UK) – 2:23

## Sencillos
| Información |
| --- |
| "The Bucket" - Editado: 25 de octubre de 2004 - Posiciones: #16 (UK Singles Chart) #23 (US Modern Rock) #28 (Irish Singles Chart) |
| "Four Kicks" - Editado: 17 de enero de 2005 - Posiciones: #24 (UK Singles Chart) #28 (Irish Singles Chart)                        |
| "King of the Rodeo" - Editado: 11 de abril de 2005 - Posición: #41 (UK Singles Chart)                                             |